# Richard Kissi Boateng
Richard Kissi Boateng (Accra, 25 novembre 1988) è un ex calciatore ghanese, di ruolo difensore.

## Palmarès

### Club

#### Competizioni nazionali
- Campionato della Repubblica Democratica del Congo: 2

TP Mazembe: 2013, 2014
- Supercoppa della Repubblica Democratica del Congo: 2

TP Mazembe: 2013, 2014

#### Competizioni internazionali
- CAF Champions League: 1

TP Mazembe: 2015